# أولي شميت (سياسي)
أولي شميت هو سياسي سويدي، ولد في 22 يوليو 1949 في مدينة سكارا في السويد. نشط حزبياً في حزب الشعب الليبرالي.

## مناصب
- في انتخابات البرلمان الأوروبي 1999، انتخب عضو في البرلمان الأوروبي عن دائرة السويد [الإنجليزية]‏ لترشحه ضمن قائمة حزب الشعب الليبرالي، وقد انضم خلال فترته النيابية (20 يوليو 1999 – 19 يوليو 2004) للكتلة البرلمانية مجموعة حزب الديمقراطيين الليبراليين والإصلاحيين الأوروبيين [الإنجليزية]‏.
- انتخب عضو في البرلمان الأوروبي عن دائرة السويد [الإنجليزية]‏ لترشحه ضمن قائمة حزب الشعب الليبرالي، وقد انضم خلال فترته النيابية (19 أكتوبر 2006 – 13 يوليو 2009) للكتلة البرلمانية مجموعة تحالف الليبراليون والديمقراطيون من أجل أوروبا [الإنجليزية]‏.
- في انتخابات البرلمان الأوروبي 2009، انتخب عضو في البرلمان الأوروبي عن دائرة السويد [الإنجليزية]‏ لترشحه ضمن قائمة حزب الشعب الليبرالي، وقد انضم خلال فترته النيابية (14 يوليو 2009 – 30 يونيو 2014) للكتلة البرلمانية مجموعة تحالف الليبراليون والديمقراطيون من أجل أوروبا [الإنجليزية]‏.
- انتخب عضو البرلمان السويدي [الإنجليزية]‏ عن دائرة Fyrstadskretsen [الإنجليزية]‏ (30 مايو 1994 – 3 أكتوبر 1994).
- في الانتخابات العامة السويدية 1991 [الإنجليزية]‏، انتخب عضو البرلمان السويدي [الإنجليزية]‏ عن دائرة Fyrstadskretsen [الإنجليزية]‏ وقد انضم خلال فترته النيابية (30 سبتمبر 1991 – 6 فبراير 1994) للكتلة البرلمانية حزب الشعب الليبرالي.